# Узагальнювальний термін
Гіперонім (грец. ὑπερ, «понад» + όνομα, «ім'я»), або узагальнювальний термін в значенні вищого (тобто, "загальніший") — термін, який визначає вище, або родове, групове поняття для пов'язаних сутностей.
Наприклад, криптологія є вищим у відношенні підпорядкування узагальнювальним терміном, який охоплює криптографію і криптоаналіз.